# 砺波市立図書館
砺波市立図書館（となみしりつとしょかん）は、富山県砺波市の公立図書館である。砺波市立砺波図書館と砺波市立庄川図書館の2施設で構成されている。

## 砺波市立砺波図書館

### 施設概要
2020年11月1日に開館した図書館は地上2階建てで、国道156号沿いに位置している。建物はアズマダチをイメージした長さ78mの大屋根がシンボルで、県内の図書館では唯一のワンルーム構造となる。また、冷暖房は地中熱を活用して、省エネルギーにも努める。
- 敷地面積 - 7,500㎡
- 延床面積 - 3,342㎡
- 総事業費 - 約24億円
- 蔵書数 - 30万冊（2023年度までの目標）

### 沿革

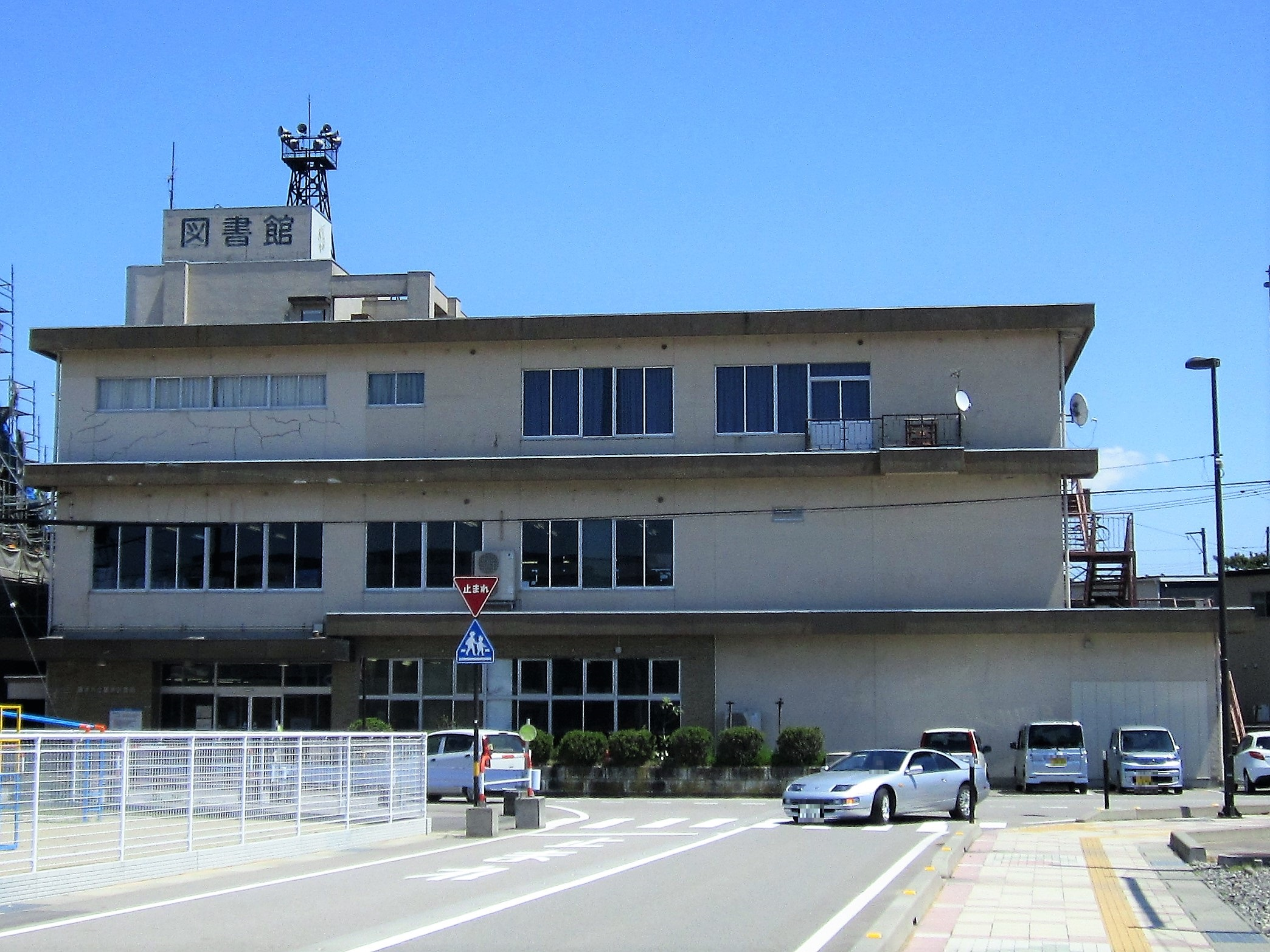
砺波市立砺波図書館(1973-2020)

- 1902年（明治35年）5月 - 皇太子（後の大正天皇）のご成婚を記念して、出町の青年団有志により「私立御慶事記念出町文庫」を小学校内に設立。
- 1927年（昭和2年）3月 - 図書館令による認可を受けて、「御慶事記念出町図書館」として開館（蔵書冊数1,741冊）。
- 1928年（昭和3年）4月 - 現在の広上町地内にあった旧区裁判所庁舎を改造し、独立館となる。
- 1935年（昭和10年）2月 - 文部省（現・文部科学省）より選奨される（この時点での蔵書冊数は6,305冊）。
- 1944年（昭和19年）8月 - 出町小学校の一室に移転する。
- 1948年（昭和23年） - 富山県立図書館分館の指定を受け巡回文庫を開始する。同年9月、旧出町技芸女学校を改造し移転する。
- 1952年（昭和27年）6月 - 旧出町自治警察署庁舎へ移転する。
- 1954年（昭和29年）
  - 4月 - 市制施行に伴い砺波市立砺波図書館と改称する。
  - 11月 - 砺波市立砺波図書館と改称する[4]。
- 1964年（昭和39年）10月 - 砺波市役所庁舎が新築されたのを機に旧庁舎（出町役場）を改造して移転、同時に砺波市立図書館と改称する。
- 1972年（昭和47年）7月 - 都市改造事業により旧出町役場の図書館が解体されることになったため、表町13－16（旧富山県砺波地方事務所跡）にて図書館を起工、1973年（昭和48年）4月27日落成、5月1日開館。RC造地上3階建て（一部4階建て）で、1階に開架室、親子図書室、新聞閲覧室、2階に閲覧室、事務室、和室の集会室、3階に視聴覚室、展示室、4階に冷暖房用の各種機械室が入り、書庫は1- 3階までの吹き抜け構造であった。延床面積1,507㎡、蔵書数は35,000冊であった。
- 2004年（平成16年）11月 - 砺波市・庄川町の合併に伴い、「砺波市立砺波図書館」に改称。
- 2020年（令和2年）
  - 4月18日 - 新型コロナウイルス感染防止のため休館。5月31日、移転のため休館のまま閉館[5]。
  - 11月1日 - 砺波市体育センターの跡地にて現図書館開館[3]。

## 砺波市立庄川図書館

### 施設概要
延床面積488㎡で、地上2階建ての庄川生涯学習センター内に入居している。

### 沿革
- 1899年（明治32年） - 図書館令公布により各小学校に児童文庫を設置。
- 1940年（昭和15年）12月 - 東山見村立東山見小学校に東山見村立図書館を併設。1952年（昭和27年）6月の庄川町新設を機に学校図書館に戻るまで使用された。
- 1957年（昭和32年）4月 - 庄川町立図書館を新設開館。
- 1966年（昭和41年）3月 - 図書館全焼。同年6月に庄川小学校東山見教場の一室で図書館を再開する。
- 1968年（昭和43年）10月 - 庄川町役場が旧青島小学校に移転したのに伴い元庄川町役場（現東山見保育所敷地内）に移転する。
- 1969年（昭和44年）7月 -  旧青島村役場（現雄心公民館敷地内）に移転する。
- 1979年（昭和54年） - 庄川町出身の朝倉外治による基金寄付により朝倉文庫を開設する。
- 1983年（昭和58年） - 時女よしいより基金寄付を受け、時女文庫を開設する。
- 1991年（平成3年）11月8日 - 現在の「庄川生涯学習センター」（当時は「庄川町生涯学習センター」）内に移転[6]。
- 2004年（平成16年）11月 - 砺波市・庄川町の合併に伴い、「砺波市立庄川図書館」に改称。